# Président de la république orientale de l'Uruguay
Le président de la république orientale de l'Uruguay est le chef de l'État de l'Uruguay et principal détenteur du pouvoir exécutif.

## Système électoral
Le président uruguayien est élu en même temps que son vice-président au scrutin uninominal majoritaire à deux tours pour un mandat de cinq ans non renouvelable de manière consécutive. Si aucun candidat ne remporte la majorité absolue des voix dès le premier tour, un second est organisé entre les deux candidats arrivés en tête, et celui recueillant le plus de suffrages est déclaré élu.